# Mausoléo
Mausoléo (korziško U Musuleu) je naselje in občina v francoskem departmaju Haute-Corse regije - otoka Korzika. Leta 1999 je naselje imelo 12 prebivalcev.

## Geografija
Kraj leži v severozahodnem delu otoka Korzike znotraj naravnega regijskega parka Korzike, 87 km jugozahodno od središča Bastie.

## Uprava
Občina Mausoléo skupaj s sosednjimi občinami Algajola, Aregno, Avapessa, Belgodère, Cateri, Costa, Feliceto, Lavatoggio, Muro, Nessa, Novella, Occhiatana, Olmi-Cappella, Palasca, Pioggiola, Speloncato, Vallica in Ville-di-Paraso sestavlja kanton Belgodère s sedežem v Belgodèru. Kanton je sestavni del okrožja Calvi.

## Zanimivosti
- župnijska cerkev presvetega Odrešenika iz 16. stoletja;
- soteska Francioni, genovska mostova na reki Melaji,
- monolit na vrhu Cima.